# Kuria (népcsoport)
A kuria nép, vagy más néven AbaKurya, egy bantu közösség Tanzániában, Mara régió Tarime körzetében és Kenya déli részén. Szülőföldjüket keleten a Migori folyó, nyugaton pedig a Mara folyó torkolata határolja. A kuria nép hagyományosan pásztorkodó és földművelő közösség, babot és maniókát termesztenek élelmiszernövényként, valamint kávét és kukoricát készpénznövényként.

Tanzánia térképe

## Ismertető
A kuria népcsoport őshazája a Migori folyó keleti és a Mara folyó nyugati torkolata között húzódik, a kenyai Migori megyétől keletre a tanzániai Musoma vidéki körzetig nyugatra. Délen a kenyai Transmara körzettel és a tanzániai Nguruimi területével határos. Északon a Viktória-tó terül el, egy kis folyosóval, amelyet a luó és más bantu népek foglalnak el.
A kuria népcsoport Kenyában és Tanzániában él. Kenyában a keleti (székhelyük Kegonga), a nyugati (székhelyük Kehancha) Kuria körzetben élnek. Tanzániában a Serengeti és Tarime körzetekben, Musoma városi és vidéki körzetekben, valamint Bunda körzetben élnek. Csak nemrégiben telepedtek le a tanzániai Mara régióban.
Szomszédaik a maszájok, a kalendzsinek, (a kipsigisek a nyugat-transmarai régióban), az ikomák, a luók és a subák. A kuria nép több klánra oszlik, amelyek Kenya és Tanzánia területén élnek. Kenyában négy klán van: az Abagumbe, az Abairege, az Abanyabasi és az Abakira. Tanzániában 13 van (az Abapemba, Ababurati, Abakira, Abamera, Simbete, Abanyabasi, Watobori, Abakunta, Wiga, Kaboye, Abakenye, Abagumbe és Wasweta, Abatimbaru), emellett más kisebb klánok is.
A kuria népcsoport hagyományosan földművelő közösség, elsősorban kukoricát, babot és maniókát termesztenek élelmiszernövényként. A készpénznövények közé tartozik a kávé és a kukorica. Szarvasmarhákat is tartanak.

## Etimológia, demográfia és történelem
Úgy tűnik, hogy a "kuria" nevet a korai gyarmati főnökök alkalmazták az egész népcsoportra, főként azért, hogy megkülönböztessék őket a Viktória-tó déli partján élő többi luó néptől (akiket abasuba néven ismertek). A főbb kuria klánok (köztük az Abanyabasi, Abatimbaru, Abanyamongo, Abakira, Abairegi, Abakenye, Abanchaari és Abagumbe) hagyománya szerint az ősük Mokurya volt. Az ő leszármazottai Misiriből vándoroltak, és sokéves vándorlás után a Viktória-tó mentén eljutottak a mai Bukuryába. E hagyomány szerint a kuria nép két családra oszlott: az Abasai (Mokurya idősebb feleségétől) és az Abachuma, a fiatalabb feleségétől.
A név eredetének egy másik nézete szerint 1774 és 1858 között a Kuria nép a Korea-hegyen (a Mara folyótól északra, a mai Tanzánia Musoma körzetében) élt. 
A régió lakói a domb után "koreai emberek" néven váltak ismertté, amelyből "Kuria Hill" lett. A gyarmati időszakban a kenyai kuriák Abatende-nek nevezték magukat (a Bugumbe régióban élő Abatende klán után); a tanzániai kuriákat továbbra is a totemeikről ismerték. Az 1950-es évek körül a Kuria név széles körben elterjedt. A mijikenda, az abaluyia és a kalendzsin szintén általánosan elfogadott etnikai nevekké váltak az 1940-es és 1950-es években, amikor politikai elismerésre törekedtek a kenyai gyarmati hatóságoktól.
A kuria népnek nem biztos, hogy van közös eredete, bár számos klán azt állítja, hogy Egyiptomból származik. A kuria kultúra több heterogén kultúra ötvözete. A kuriák között vannak olyan emberek, akik eredetileg a kalendzsin-, maszáj-, bantu- és luó nyelvű közösségekből származnak. Kr. u. 1400 és 1800 között, a Bukuryába irányuló vándorlások során lerakták a kuria kulturális és politikai fejlődés alapjait. Bukurya korai lakói bantu és nilotikus nyelvűek voltak, akik sajátos kultúrájukat hozták magukkal; a túlnyomórészt földművelő bantuk kapcsolatba kerültek a nilota pásztorokkal. Ez a mezőgazdaságot és a pásztorkodást ötvözte, nomád tendenciákkal. A kuria mezőgazdaság hasonlít az abagusii és a luó mezőgazdaságra, a marhatartási szokásaik a maszájoktól, a zanakitól és a nguruimiktól kölcsönöztek gyakorlatokat.Az ugandai-tanzániai háború (1978-1979) idején történt tömeges mozgósítás előtt a kuria népesség Tanzánia lakosságának csak mintegy 1%-át tette ki, de a katonák több mint 50%-át ők adták (az akkori elnök, Julius Nyerere ebből a törzsből származott). A háború utáni visszatérésük a viszonylag szerény civil életbe - miután megismerték a fosztogatást és a fegyvereket - bűnözéshez, közösségek közötti erőszakhoz hatalmi váltásokhoz vezetett. Ez különösen a marhalopások széles körben elterjedt, régi hagyományát érintette, amely a modern időkben széles körű, intenzív, szervezett bűnözéssé és fekete kereskedelemmé - és ezzel párhuzamosan önbíráskodássá - szélesedett a kuriák körében.
2024-ben a kuriák lélekszámát 1 500 000-re becsülték, ebből 608 000-an Tanzániában, 892 ezren Kenyában élnek. A 2024-es antropológiai kutatások a kenyai kuria népességet körülbelül 900 ezerre, a tanzániában élőket körülbelül 700 ezerre becsülték.
A kuriák az európai gyarmatosítás előtt egységesen pásztorkodó nép volt. Napjainkban a kenyában élők inkább földművesek, a tanzániaiak pedig inkább pásztorok.
Kulturális szempontból a kuriák mind a férfiak, mind a nők esetében a mai napig gyakorolják a körülmetélést, figyelembe véve a modern orvosi módszereket.

## Nyelv
| magyar.       | kuria      | kuria      |
| ------------- | ---------- | ---------- |
| Szék, zsámoly | igitumbe   | igitumbe   |
| Ágy           | obhore     | obhore     |
| Modzsár       | Modzsár    | ihuri      |
| Tál           | igitubha   | igitubha   |
| Kapa          | inkuro     | inkuro     |
| Íj            | obhotha    | obhotha    |
| Nyilak        | imigvi     | imigvi     |
| Cipők         | imitjambvi | imitjambvi |

| magyar        | kuria               |
| ------------- | ------------------- |
| Tárolókosár   | egetong             |
| Szüreti kosár | irikang             |
| Tálalókosár   | ekehe, ekegaro      |
| Ajtózáró      | egeszaku            |
| Magtár        | iritara             |
| Díszek        | obhogeka            |
| Tároló        | ekerandi, egesencho |
| Szalma        | orokore             |

| nagyar                        | kuria                         | kuria               |
| ----------------------------- | ----------------------------- | ------------------- |
| Tehénbőr                      | iriho                         | iriho               |
| kecske- vagy borjúbőr         | egeszero                      | egeszero            |
| Díszített marhabőr, kecskebőr | Díszített marhabőr, kecskebőr | engemaita, embotora |
| Kikészített kecskebőr,        | igisiriti                     | igisiriti           |
| Foszlott bőr,                 | amacsarja                     | amacsarja           |
| Tanga,                        | urukini, iricsi               | urukini, iricsi     |
| Pajzs                         | Pajzs                         | ingubha             |
| Csuklya, fejfedő, korona      | Csuklya, fejfedő, korona      | ekondo              |

| magyar          | kuria             |
| --------------- | ----------------- |
| Vízedény        | esengo ya amanche |
| Tejeskanna      | ekenyongo         |
| Ugali edény,    | inyakaruga        |
| Dohányzó pipa   | ighikvabhe        |
| Lisztes edény   | enyongo ya bhose  |
| Zöldséges edény | iririghira        |

### Nevek
| magyar                | kuria            |
| --------------------- | ---------------- |
| "maszájok közül való" | Mvikabhe/Ikvabhe |
| Tatoga                | Mtatiro          |
| Luó                   | Mogaja           |
| "Kisi származású"     | Mgusuhi          |
| Nyabasziból való      | Nyabaszi         |
| Butimbaruból való     | Mtimbaru         |

| magyar             | kuria           |
| ------------------ | --------------- |
| állat              | Tyenyi          |
| madár              | Kinyunyi        |
| kecske             | imburi          |
| tehén              | ing'ombe        |
| bika               | Gaini           |
| csirke             | ingoko/magoko   |
| leopárd            | vangve          |
| oroszlán           | vandui          |
| hal                | Nyanszvi        |
| zebra              | Machage         |
| kígyó              | Ncsoka/vaicsoka |
| galamb             | Nguti           |
| sas                | Sariro          |
| papagáj            | Ngocso          |
| kafferbivaly       | Mang’era        |
| afrikai elefánt    | Nyancsugu       |
| szárazföldi teknős | Vankuru         |
| Szirtiborz         | Kehengu         |
| krokodil           | Ng’vena         |
| sáska              | Magige          |

| magyar                    | kuria                  |
| ------------------------- | ---------------------- |
| tejesember                | mokami                 |
| építész                   | motegandi/mohagacsi    |
| földműves                 | murimi                 |
| magtár, csűr              | vaitara/waitara        |
| gabonavetés               | mbusziro               |
| egy tárolóból             | nyantahe               |
| eladó (eladó egy boltban) | mohoni                 |
| első aratógép             | motongori              |
| élelmiszer-szolgáltató    | mtundi                 |
| csempéző                  | matinde                |
| utazó                     | Mataro/macsera/mogendi |
| vadász                    | moszeti                |
| szépség                   | muja/muya              |

| magyar                 | kuria         |
| ---------------------- | ------------- |
| Isten                  | Nyanokve      |
| dzsinn                 | vainani       |
| északról származó      | mgoszi        |
| nyugatról származó     | wanyancha     |
| köd                    | mirumbe       |
| A Wanchari klán istene | sabure        |
| Egy mitikus kígyó neve | Nchota/nsato  |
| napfény                | melengali     |
| nap (égitest)          | rioba/ryoba   |
| éjszaka                | Matiko/butiko |

| magyar              | kuria               |
| ------------------- | ------------------- |
| földrengés          | kirigiti            |
| villám              | nkobha              |
| eső                 | nyambura, vambura   |
| aratás, betakarítás | magesza/mogeszi     |
| éhínség             | nyanchara, wanchara |
| árvíz               | nyamanche           |

### Hasznos kifejezések
| magyar                                | kuria                    |
| ------------------------------------- | ------------------------ |
| udvarias üdvözlés, köszöntés          | Amang'ana                |
| milyen a napod?                       | Mbuya ohoyere            |
| kaphatnék vizet?                      | Tang'a amanche ghakunywa |
| mi a neved?                           | nuuwe ngw'i              |
| barát                                 | omoszani                 |
| vendég                                | omogheni                 |
| valaki, aki a hagyományos vallás híve | Omokhebhara              |
| külföldi                              | umwitongo                |
| hím állat                             | omosacha                 |
| nőstény állat                         | omokari                  |
| fiatal férfi                          | umumura                  |
| fiatal hölgy                          | umwisekhe                |
| Isten hozott                          | Kharibhu                 |
| köszönöm                              | Okoreebhuya              |
| körülmetéletlen férfi                 | Umurisia                 |
| autó, gépkocsi                        | iritoka                  |
| iskola                                | isukhuuri                |

A kuria nyelv rokonságban áll a gusi nyelvvel.[forrás?]

## Fordítás
- Ez a szócikk részben vagy egészben  a   Kuria people című angol Wikipédia-szócikk fordításán alapul.  Az eredeti cikk szerkesztőit annak laptörténete sorolja fel. Ez a jelzés csupán a megfogalmazás eredetét és a szerzői jogokat jelzi, nem szolgál a cikkben szereplő információk forrásmegjelöléseként.